# Bol'šoe Selo
Bol'šoe Selo in russo Большое Село?) è un villaggio della Russia europea centrale, situato nella oblast' di Jaroslavl'; è il centro amministrativo del distretto Bol'šesel'skij.
Si trova sulle sponde del fiume Juchot' (affluente del Volga), 58 km a ovest della città di Jaroslavl'.